# انیاک

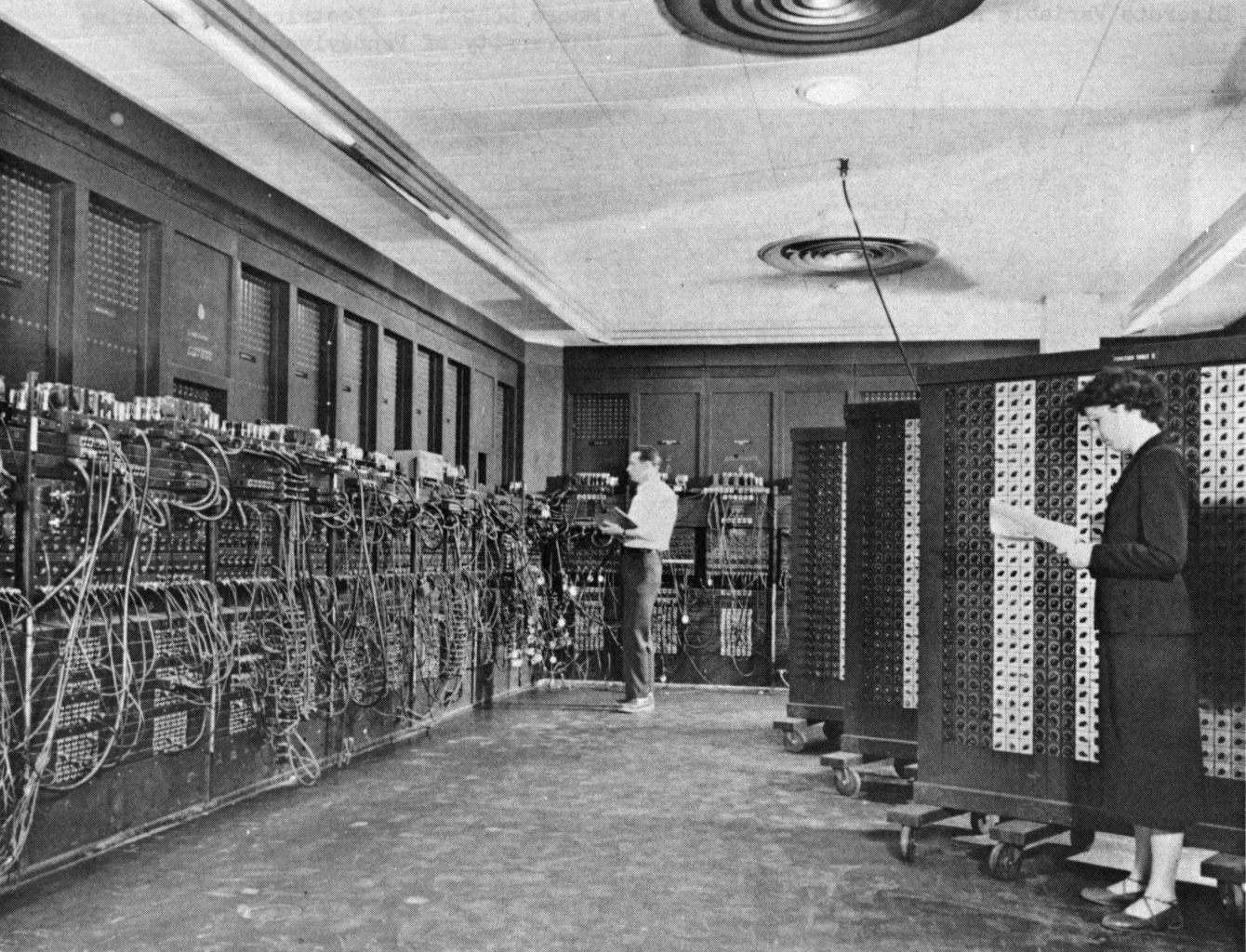
انیاک

در سال ۱۹۴۳ میلادی فیزیکدانی بنام دکتر جان ماکلی (به انگلیسی: John William Mauchly) با همکاری جان آدام پرسپر اکرت (به انگلیسی: John Adam Presper "Pres" Eckert Jr.) که مهندس برق بود شروع به ساختن اولین رایانه الکترونیکی همه منظوره نمود. این رایانه که در ساختن آن علاوه بر اجزاء الکترومکانیکی از نوزده هزار لامپ خلاء استفاده شده بود و ۱۳۰۰۰۰ وات انرژی مصرف می‌کرد و ۱۵۰۰ فوت مربع جا اشغال می‌کرد بنام انیاک (به انگلیسی: ENIAC) مخفف محاسبه‌گر و یکپارچه‌ساز عددی الکترونیکی (به انگلیسی: Electronic Numerical Integrator And Computer) نامگذاری شد. انیاک در سال ۱۹۴۶ میلادی در دانشگاه پنسیلوانیا آماده نصب و راه‌اندازی گردید و در زمان خود پیچیده‌ترین دستگاه الکترونیکی جهان بود. این رایانه قادر به انجام سیصد عمل ضرب در هر ثانیه بود و قادر بود کار دستی ۳۰۰ روزه را در یک روز انجام دهد. کامپیوتر انیاک ۳۰ تن وزن داشت. انیاک در سال ۱۹۵۵ از دور خارج شد.
انیاک در ابتدا برای محاسبهٔ شلیک موشک‌ها توسط ارتش ایالات متحده طراحی و ساخته شده بود؛ اما بعدها به‌صورت استفادهٔ عمومی‌تر در محاسبهٔ بمب‌های هیدروژنی مورد استفاده قرار گرفت.